# Sima Milutinović Sarajlija
Sima Milutinović Sarajlija (Сима Милутиновић Сарајлија), pseudonymen Čubro Cojković, född 14 oktober (gamla stilen: 3 oktober) 1791 i Sarajevo, Bosnien, Osmanska riket, död 11 januari 1848 (gamla stilen: 30 december 1847) i Belgrad, Furstendömet Serbien, var en serbisk författare.
Milutinović var lärare vid högskolan i Belgrad och deltog 1813 i kriget med turkarna, men fängslades 1816 i Vidin. Efter studier i Leipzig utsågs han till lärare för Rade, sedermera furstbiskopen och skalden Petar II Petrović-Njegoš, i Montenegro 1827 och företog sedan studieresor i Serbien, varifrån han måste fly.
Redan under fängelsetiden i Vidin började Milutinović skriva patriotiska dikter, som han samlade under titeln Trojesestarstvo. Stor berömmelse fick den episk-lyriska diktcykeln Serbijanka (tryckt 1840), förhärligande det serbiska befrielsekriget 1804–15 i en originell, men "pseudoklassiskt" bildad stil; härtill fogades omarbetningar av äldre och nyare folkvisor.
Milutinović skrev vidare Montenegros historia (Istorija Crne Gore, 1835), en montenegrinsk folkvisesamling (Pjevanija Crnogorska), dramerna Miloš Obilić (1827), Dika Crnogorska (Montenegros stolthet, 1834) och Karagjorgje. Dessutom skrev han Istorija Srbije (omfattande tiden 1813–15, tryckt 1835).